# Spanien i olympiska sommarspelen 1984
Spanien deltog i de olympiska sommarspelen 1984 med en trupp bestående av 179 deltagare, och totalt tog landet fem medaljer.

## Basket
Herrar
Gruppspel
| Nr | Lag       | S | V | O | F | GM  | IM  | MS   | P  |
| -- | --------- | - | - | - | - | --- | --- | ---- | -- |
| 1  | USA       | 5 | 5 | 0 | 0 | 511 | 315 | +196 | 10 |
| 2  | Spanien   | 5 | 4 | 0 | 1 | 457 | 438 | +19  | 9  |
| 3  | Kanada    | 5 | 3 | 0 | 2 | 462 | 401 | +61  | 8  |
| 4  | Uruguay   | 5 | 2 | 0 | 3 | 403 | 460 | −57  | 7  |
| 5  | Kina      | 5 | 1 | 0 | 4 | 364 | 477 | −113 | 6  |
| 6  | Frankrike | 5 | 0 | 0 | 5 | 383 | 489 | −106 | 5  |

Slutspel
|  | Kvartsfinaler (6 augusti) | Kvartsfinaler (6 augusti) | Kvartsfinaler (6 augusti) |     |         | Semifinaler (8 augusti) | Semifinaler (8 augusti) | Semifinaler (8 augusti) |                        |                        | Final (10 augusti)     | Final (10 augusti)     | Final (10 augusti) |
|  |                           |                           |                           |     |         |                         |                         |                         |                        |                        |                        |                        |                    |
|  | A1                        | Jugoslavien               | 110                       |     |         |                         |                         |                         |                        |                        |                        |                        |                    |
|  | B4                        | Uruguay                   | 82                        |     |         |                         |                         |                         |                        |                        |                        |                        |                    |
|  | B4                        | Uruguay                   | 82                        |     | A1      | Jugoslavien             | 61                      |                         |                        |                        |                        |                        |                    |
|  |                           |                           |                           |     | A1      | Jugoslavien             | 61                      |                         |                        |                        |                        |                        |                    |
|  |                           | B2                        | Spanien                   | 74  |         |                         |                         |                         |                        |                        |                        |                        |                    |
|  | B2                        | B2                        | Spanien                   | 74  | Spanien | 101                     |                         |                         |                        |                        |                        |                        |                    |
|  | B2                        |                           |                           |     | Spanien | 101                     |                         |                         |                        |                        |                        |                        |                    |
|  | A3                        | Australien                | 93                        |     |         |                         |                         |                         |                        |                        |                        |                        |                    |
|  |                           |                           |                           |     |         |                         |                         |                         |                        |                        | B2                     | Spanien                | 65                 |
|  |                           |                           | B1                        | USA | 96      |                         |                         |                         |                        |                        |                        |                        |                    |
|  | B1                        | USA                       | 78                        |     |         |                         |                         |                         |                        |                        |                        |                        |                    |
|  | A4                        | Västtyskland              | 67                        |     |         |                         |                         |                         |                        |                        |                        |                        |                    |
|  | A4                        | Västtyskland              | 67                        |     | B1      | USA                     | 78                      |                         | Bronsmatch (9 augusti) | Bronsmatch (9 augusti) | Bronsmatch (9 augusti) | Bronsmatch (9 augusti) |                    |
|  |                           |                           |                           |     | B1      | USA                     | 78                      |                         | Bronsmatch (9 augusti) | Bronsmatch (9 augusti) | Bronsmatch (9 augusti) | Bronsmatch (9 augusti) |                    |
|  |                           | B3                        | Kanada                    | 59  |         |                         |                         |                         |                        |                        |                        |                        |                    |
|  | A2                        | B3                        | Kanada                    | 59  | Italien | 72                      |                         | A1                      | Jugoslavien            | 88                     |                        |                        |                    |
|  | A2                        |                           |                           |     | Italien | 72                      |                         | A1                      | Jugoslavien            | 88                     |                        |                        |                    |
|  | B3                        | Kanada                    | 78                        |     |         |                         |                         |                         |                        |                        | B3                     | Kanada                 | 82                 |

## Boxning
Men's Light Flyweight (– 48 kg)
- Agapito Gómez
  1. Första omgången — Besegrade Mahjoub Mjirich (MAR), on points (3:2)
  2. Andra omgången — Förlorade mot Marcelino Bolivar (VEN), on points (1:4)

Men's Flyweight (– 51 kg)
- Julio Gómez
  1. Första omgången — Förlorade mot Alvaro Mercado (COL), on points (1:4)

Men's Featherweight (– 57 kg)
- Raul Trapero
  1. Första omgången — Bye
  2. Andra omgången — Förlorade mot Türgüt Aykaç (TUR) 0:5

Men's Lightweight (– 60 kg)
- José Antonio Hernando
  1. Första omgången — Bye
  2. Andra omgången — Besegrade Jean-Claude Labonte (SEY), 5:0
  3. Tredje omgången — Besegrade Douglas Odane (GHA), 5:0
  4. Kvartsfinal — Förlorade mot Luis Ortiz (PUR), 0:5

## Bågskytte
Damernas individuella
- Montserrat Martin – 2418 poäng (→ 28:e plats)
- Ascension Guerra – 2304 poäng (→ 38:e plats)

Herrarnas individuella
- Manuel Rubio – 2390 poäng (→ 37:e plats)
- José Prieto – 2341 poäng (→ 47:e plats)

## Cykling
Herrarnas linjelopp
- Francisco Antequera — 23:e plats
- Manuel Jorge Domínguez — fullföljde inte (→ ingen placering)
- Miguel Indurain — fullföljde inte (→ ingen placering)
- José Salvador Sanchis — fullföljde inte (→ ingen placering)

## Friidrott
Herrarnas 400 meter
- Angel Heras
  - Heat — 46,06
  - Kvartsfinal — 45,88 (→ gick inte vidare)

- Antonio Sánchez
  - Heat — 46,04
  - Kvartsfinal — 45,79 (→ gick inte vidare)

Herrarnas 1 500 meter
- José Manuel Abascal
  - Kval — 3:37,68
  - Semifinal — 3:35,70
  - Final — 3:34,30 (→  Brons)

- Andrés Vera
  - Kval — 3:45,44
  - Semifinal — 3:36.55
  - Final — 3:37,02 (→ 7:e plats)

- José Luis González
  - Kval — 3:47,01 (→ gick inte vidare)

Herrarnas 5 000 meter
- Jorge García
  - Heat — 14:12,15 (→ gick inte vidare)

Herrarnas 10 000 meter
- Antonio Prieto
  - Kval — 28:57,78 (→ gick inte vidare)

Herrarnas maraton
- Juan Carlos Traspaderne
  - Final — fullföljde inte (→ ingen placering)

- Santiago de la Parte
  - Final — fullföljde inte (→ ingen placering)

Herrarnas längdhopp
- Antonio Corgos
  - Kval — 8,02m
  - Final — 7,69m (→ 10:e plats)

Herrarnas 20 kilometer gång
- Josep Marín
  - Final — 1:25:32 (→ 6:e plats)

Herrarnas 50 kilometer gång
- Jordi Llopart
  - Final — 4:03:09 (→ 7:e plats)

- Manuel Alcalde
  - Final — 4:05:47 (→ 9:e plats)

Herrarnas släggkastning
- Raul Jimeno
  - Kval — 66,38m (→ gick inte vidare)

Herrarnas stavhopp
- Alberto Ruiz
  - Kval — 5,45m
  - Final — 5,20m (→ 9:e plats)

- Alfonso Cano
  - Kval — ingen notering (→ gick inte vidare)

Damernas 100 meter
- Teresa Rione
  - Första heatet — 11,55s
  - Andra heatet — 11,76s (→ gick inte vidare)

Damernas höjdhopp
- Isabel Mozún
  - Kval — 1,75m (→ gick inte vidare, 26:e plats)

## Fäktning
Herrarnas värja
- Ángel Fernández

Herrarnas sabel
- Antonio García

## Handboll
Herrar
Gruppspel
| Rank | Lag          | Pld | W | D | L | GF  | GA  | Poäng |  | Västtyskland | Danmark | Sverige | Spanien | USA   | Sydkorea |
| ---- | ------------ | --- | - | - | - | --- | --- | ----- |  | ------------ | ------- | ------- | ------- | ----- | -------- |
| 1.   | Västtyskland | 5   | 5 | 0 | 0 | 114 | 95  | 10    |  | X            | 20:18   | 18:17   | 18:16   | 21:19 | 37:25    |
| 2.   | Danmark      | 5   | 4 | 0 | 1 | 115 | 99  | 8     |  | 18:20        | X       | 26:19   | 21:16   | 19:16 | 31:28    |
| 3.   | Sverige      | 5   | 3 | 0 | 2 | 119 | 110 | 6     |  | 17:18        | 19:26   | X       | 26:25   | 21:18 | 36:23    |
| 4.   | Spanien      | 5   | 2 | 0 | 3 | 105 | 106 | 4     |  | 16:18        | 16:21   | 25:26   | X       | 17:16 | 31:25    |
| 5.   | USA          | 5   | 0 | 1 | 4 | 91  | 100 | 1     |  | 19:21        | 16:19   | 18:21   | 16:17   | X     | 22:22    |
| 6.   | Sydkorea     | 5   | 0 | 1 | 4 | 123 | 157 | 1     |  | 25:37        | 28:31   | 23:36   | 25:31   | 22:22 | X        |

## Landhockey
Herrar
Gruppspel
| Lag          | Poäng | Spelade | W | D | L | GF | GA | GD  |
| ------------ | ----- | ------- | - | - | - | -- | -- | --- |
| Australien   | 10    | 5       | 5 | 0 | 0 | 17 | 4  | +13 |
| Västtyskland | 7     | 5       | 3 | 1 | 1 | 12 | 4  | +8  |
| Indien       | 7     | 5       | 3 | 1 | 1 | 14 | 9  | +5  |
| Spanien      | 4     | 5       | 2 | 3 | 0 | 11 | 12 | −1  |
| Malaysia     | 2     | 5       | 1 | 4 | 0 | 6  | 17 | −11 |
| USA          | 0     | 5       | 0 | 5 | 0 | 4  | 18 | −14 |

     Kvalificerade till semifinal

## Modern femkamp
Herrarnas individuella tävling
- Jorge Quesada
- Eduardo Burguete
- Federico Galera

Herrarnas lagtävling
- Jorge Quesada
- Eduardo Burguete
- Federico Galera

## Simhopp
Herrarnas 3 m
- Ricardo Camacho
  - Kval — 509,10 (→ gick inte vidare, 17:e plats)